# 2004年夏季奥林匹克运动会篮球比赛
2004年夏季奥林匹克运动会的篮球比赛在两个场地举行，历时15天，从8月14日－8月28日进行。预赛和淘汰赛将在赫里尼科奥林匹克体育馆里举行，而四分之一决赛、半决赛和决赛的比赛将在雅典奥林匹克体育中心的奥林匹克室内馆举行。分为男子篮球和女子篮球两个项目。
男子和女子篮球比赛各有12支队伍参赛。分为：
- 男子：
  - A组：西班牙、意大利、阿根廷、塞黑、新西兰、中国
  - B组：立陶宛、波多黎各、希腊、安哥拉、澳大利亚、美国
- 女子：
  - C组：巴西、日本、澳大利亚、俄罗斯、尼日利亚、希腊
  - D组：美国、西班牙、中国、新西兰、捷克、韩国

## 赛事
8月15日，美国以73：92惨败于波多黎各队，完全打破了美国篮球不可战胜的神话。
8月22日，女篮小组预赛结束，美国，西班牙、捷克、新西兰、澳大利亚、俄罗斯、巴西、希腊晋级。
8月23日，男篮小组预赛结束。西班牙、意大利、阿根廷、中国、立陶宛、希腊、波多黎各、美国晋级。
8月25日，女篮半决赛：美国队对俄罗斯队；巴西队对澳大利亚队。
8月27日，美国半决赛中81比89败于阿根廷队，无缘进入决赛。

## 奖牌得主
| 项目 | 金牌 | 银牌 | 铜牌 |
| 男子 | 阿根廷（ARG） · 卡洛斯·德尔菲诺 · 加夫列尔·费尔南德斯 · 马努·吉诺比利 · 莱昂纳多·古铁雷斯 · 瓦尔特·埃尔曼 · Alejandro Montecchia · 安德烈斯·诺西奥尼 · 法夫里西奥·奥韦尔托 · 佩佩·桑切斯 · 路易斯·斯科拉 · Hugo Sconochini · Rubén Wolkowyski | 意大利（ITA） · 罗伯托·基亚奇格 · 卢卡·加里 · 丹尼斯·马尔科纳托 · 贾科莫·加兰达 · 尼古拉·拉杜洛维奇 · 亚历克斯·里盖蒂 · 马泰奥·索拉尼亚 · 詹卢卡·巴西莱 · 马西莫·布莱里 · 詹马尔科·波泽科 · 米凯莱·米安 · 鲁道夫·龙巴尔多尼 | 美国（USA） · 艾倫·艾佛森 · 斯蒂芬·马布里 · 德维恩·韦德 · 卡洛斯·布泽尔 · 卡梅隆·安东尼 · 勒布朗·詹姆斯 · 埃米卡·奥卡福 · 肖恩·马里昂 · 阿玛雷·斯塔德迈尔 · 蒂姆·邓肯 · 拉马尔·奥多姆 · 李察·謝佛遜                                       |
| 女子 | 美国（USA） · 香农·约翰逊 · 唐·斯特丽 · 休·伯德 · 谢丽尔·斯伍普斯 · 露丝·赖利 · 莉萨·莱斯利 · 塔米卡·卡钦斯 · 蒂娜·汤普森 · 黛安娜·陶乐西 · 约兰达·格里菲思 · 凯蒂·史密斯 · 斯温·卡什                                                         | （AUS） · 艾丽西亚·波托 · 艾莉森·特兰奎利 · Sandy Brondello · 彭妮·泰勒 · Suzy Batkovic · 特丽莎·法伦 · 克丽丝蒂·哈罗尔 · 劳拉·萨默顿 · 贝琳达·斯内尔 · 纳塔莉·波特 · 蕾切尔·斯波恩 · 劳伦·杰克逊                           | 俄罗斯（RUS） · Olga Arteshina · Oxana Rakhmatulina · Natalia Vodopyanova · Diana Goustilina · Yelena Baranova · Tatiana Shchegoleva · Ilona Korstin · Maria Stepanova · Maria Kalmykova · Elena Karpova · Irina Osipova · Anna Arkhipova |